# Петерсон, Трэвис
Трэвис Джеймс Петерсон (англ. Travis James Peterson; род. 18 мая 1985, Глендейл (Аризона), США) — американский профессиональный баскетболист, игравший на позиции тяжёлого форварда. 

## Карьера
Выпускник Университета Сэмфорда, выступал за баскетбольную команду в чемпионате NCAA с 2004 по 2008 годы.
Профессиональную карьеру начал в 2008 году в болгарском клубе «Рилски спортист». Выступая за команду, стал чемпионом Балканской лиги в 2009 году и был награждён призами самого ценного игрока, лучшего иностранного игрока и лучшего центрового Лиги. Во втором сезоне в составе «Рилски спортиста», Петерсон продолжил доминировать в Балканской лиге и вновь был награждён призом MVP второй сезон подряд и вывел свою команду в финал Кубка Болгарии.
В сезоне 2010/2011 выступал за «Лукойл Академик», с которым стал чемпионом Болгарии и обладателем Кубка страны.
В 2012 году, выступая за чешский «Простеёв», Трэвис был выбран для участия в «Матче Всех Звезд» чемпионата Чехии.
Перед началом сезона 2012/2013 подписал контракт с украинской «Говерлой». Провел в команде два года, став её капитаном. Петерсон помог «Говерле» выйти в финал Кубка Украины 2012/2013, а также в полуфинал украинского Кубка в сезоне 2013/2014.
Из-за сложной политической обстановки на Украине, сезон 2013/2014 Петерсон заканчивал в испанском клубе «Обрадойро».
В июле 2014 года стал игроком саратовского «Автодора». В сезоне 2014/2015 в Кубке Вызова ФИБА Трэвис сыграл 14 матчей, в которых в среднем набирал 15.2 очка и делал 7.0 подбора, 2.0 результативные передачи, 0.8 блок-шота за 32 минуты.
В мае 2015 года подписал новый однолетний контракт с «Автодором». Перед началом сезона 2015/2016, совместным решением руководства клуба и тренерского штаба, Петерсон был назначен капитаном команды. В этом сезоне Трэвис провёл 16 матчей Еврокубка, в которых набирал в среднем по 18,0 очка, 6,6 подбора и 2,6 передачи.
В мае 2016 года подписал контракт с «Валенсией» под участие в плей-офф чемпионата Испании.
В июле 2016 года Петерсон стал игроком иерусалимского «Хапоэля». В матчах Еврокубка набирал 6,9 очка, 3,7 подбора и 1,2 передачи в среднем за матч.
В июле 2017 года Петерсон перешёл в «Летувос Ритас».
В сентябре 2018 года Петерсон завершил игровую карьеру в возрасте 33 лет. Своё решение Трэвис объяснил желанием проводить больше времени с семьёй.

## Достижения
- Чемпион Балканской лиги: 2008/2009
- Чемпион Болгарии: 2010/2011
- Чемпион Израиля: 2016/2017
- Серебряный призёр чемпионата Чехии: 2011/2012
- Обладатель Кубка Болгарии: 2010/2011
- Серебряный призёр Кубка Болгарии: 2009/2010
- Серебряный призёр Кубка Украины: 2012/2013